# Schloss Arnsburg

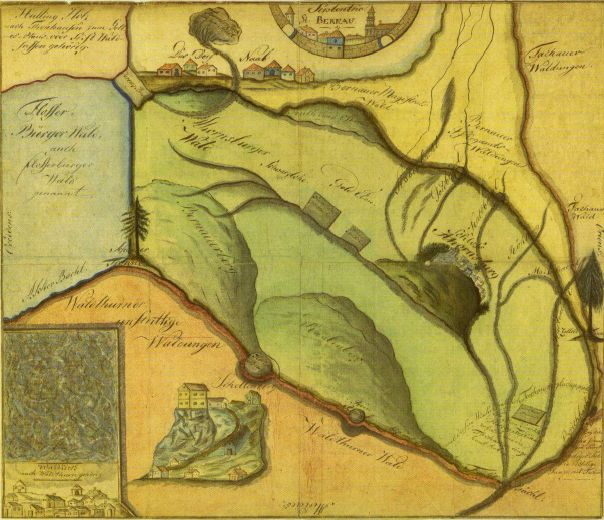
Lageplan von Schloss Ahornburg mit dem Arnsburger Waldungen und der Burg Schellenberg

Das wüste Schloss Arnsburg (auch Schloss Ahornburg genannt) befindet in der Gemeinde Lesná (Schönwald) in Tschechien. Sie gehörte ab 1352 bis 1807 zur Herrschaft Waldthurn. Erhalten blieben wenige Reste eines Burgstalls, der heute als  Šelmberk bezeichnet wird. Letzterer ist nicht mit der nahe liegenden Oberpfälzischen  Burg Schellenberg  gleichzusetzen, die ebenfalls den Waldauern zu Waldthurn gehörte.

## Geographie
Der Burgstall der Arnsburg  liegt unweit der deutschen Grenze in einem Seitental des Zottbaches  zwischen den Bergen Mlýnský vrch (Mühlberg) und Knízecí strom (Plesmetzberg). Der Burghügel besteht aus einem 9 Meter hohen Felsen, der von Laubbäumen bewachsen ist. Ringwall und Graben sind noch erkennbar, ebenso Mauersteine der ehemaligen Burganlage. Auf dem kleinen Felsplateau sind keine Mauerreste mehr vorhanden.

## Geschichte
Am 24. August 1352 erwarben die Brüder Ulrich, Conrad und Heinrich von Waldau vom Kloster Waldsassen mehrere Güter, darunter auch die Arnsburg mit großen Waldungen. In dem Transkript der Urkunde vom 1. September 1352 heißt es: „Wir Heinrich, Abt, und der Convent des Klosters zu Waldsassen, bekennen und tun öffentlich kund, daß wir verkaufen den Ehrbaren Edlen Mannen Herrn Ulrich, Herrn Chunrat und Herrn Heinrich den Waldauern, Brüder, ihren Hausfrauen und ihren Erben, die Güter: Unser Hof zu Waltkirchen mit allem, was dazugehört, das Dorf zu Schöntann, das Dorf zu Wampenreuth, 2 Höf in dem Dorf zu Ottenreuth, das Dorf zu Hartmannsreuth, den Hammer in der Ödenmühl, die Wüstungen Faislbach und Reichertslohe, Winklern, die Wüstung zu dem Kessel und zu Mühlpach, den Hof zu Schenkenhof und Schenkenlohe, die Wüstungen Meußenthal, Ossenpach, Osanth, den Burgstall Ahornsberg (an den Quellbächen der Zott), die Wüstung Reuth, das Dorf zu Feußbach, das Dorf zu Schellenbach, Gehenhammer, das Dorf Germannsreuth, den Kaiserberg und Rehberg sowie ein Lehen in Altenstadt und ein Lehen in der Lindern mit all dem, was dazugehört, mit Halsgericht und mit allem Gericht, groß und klein, mit Wildbann, Zins, Zehent, Holz, Wismat, Feld, Wasser und Fischweiden mit Steinen auf und unter der Erd …“
Über den Anlass zur ersten Gründung dieser Burg ist nichts bekannt; vermutet wird, dass sie zur Sicherung einer Altstraße gedient hat. Mitte des 14. Jahrhunderts ist die Herrschaft der Waldauer zu Waldthurn unter böhmische Landesherrlichkeit gekommen. Am 10. April 1540 erwarb der von Wirsberg stammende fränkische Willibald von Wirsberg die Herrschaft Waldthurn und somit auch die Arnsburg. Dieser wollte die ruinös gewordene Arnsburg wieder aufrichten und sandte im Januar 1557 ein entsprechendes Bittgesuch an Kaiser Ferdinand, der dazumal auch König von Böhmen war. Der deutsche Lehenshauptmann Graf Joachim von Schlick bezweifelte aber, ob sich der Willibald von Wirsberg der Herrschaft Tachau unterwerfen würde. Allerdings hatte Willibald von Wirsberg 1560 im Glauben an die Bewilligung bereits mit dem Wiederaufbau begonnen, war aber im gleichen Jahr mit dem Inhaber der Herrschaft Tachau, Burggraf Johann von Lobkowitz der Jüngere, aneinandergeraten, da dieser nicht auf die Eingaben des Wirsbergers reagierte. Eine Befragung der hier ansässigen Choden, die mit der Grenzsicherung beauftragt waren, erbrachte, dass diese nichts von den Rechten des Wirsbergers zu wissen meinten und sie machten auch die von ihm zugänglich gemachten Wege zur Arnsburg wieder dicht. Am 24. Dezember 1561 wurde ihm vom Kaiser verboten, sich am Burgstall Arnsburg zu betätigen.
Allerdings hat Georg Christoph von Wirsberg, der Enkel des Willibald, 1602 nochmals versucht, die Arnsburg aufzubauen. Er probierte mit mehreren Eingaben an den Kaiser, seinen Rechtsanspruch zu untermauern. 1607 sind Teile des Tachauer Waldes, darunter auch ein Wald, der zur Arnsburg gehörte, an den Glashüttenmeister Paul Schürer verkauft worden. Damit zog er sich den Zorn des Wirsbergers zu, der auch nicht vor Gewalttätigkeiten zurückschreckte. Dem Schürer wurde dies leid und er verkaufte am 9. März 1617 seine Besitzungen an Leonhard Colonna von Fels. Die Arnsburg wird immer wieder in Urbarien und Lehensbriefen von Waldau genannt, so auch in dem Urbarium von 1666. Hier heißt es: „Dies ist vor unverdenklichen Jahren eine Vestung gewesen, welche an der böhmischen Grenze liegt, allein die Zeit über dergestalt mit einem sehr großen hohen Wald verwachsen, dass nichts mehr alda zu sehen, als die Stelle und etwas an Gemäuer alwo es gestanden“.
Nachdem die Herrschaft Waldthurn 1656 an die Lobkowitzer gekommen war, nehmen die Nachrichten über diese Gegend wieder zu. Diese nahmen die Holznutzung wieder auf und begannen mit der montanistischen Nutzung des Gebietes. 1708 wird berichtet, dass Fürst Ferdinand von Lobkowitz beim sog. „Goldbrünnl“ nach Goldsand und Silbererz graben ließ und auch mit dem Abbau von Eisenerz begann. Für die Bergarbeiter legte er eine „Schurfhütte“, das sog. „Silberhaus“, an. Dieses wurde allerdings von Tachauer Seite wieder zerstört und es ist auch von Gewalttätigkeiten von Waldthurner Seite die Rede. Diese sind am 13. April 1736 mit 100 Mann eingefallen und haben die im Ahornburger Wald gelegene Glashütte demoliert, ebenso am 29. November 1737, wobei die Glashütte diesmal vollständig in Schutt und Asche gelegt wurde und die zur Bewachung aufgestellten Tachauer fortgeschleppt wurden. Am 21. Juli 1738 wurde zur Schlichtung der Streitigkeiten eine königliche Kommission, bestehend aus den königlichen Hauptleuten des Pilsener Kreises, Ferdinand Graf von Morzin, Carl Anton Scheller von Sachsengrün, Franz Carl von Schönau und Wenzel Carl Steinbach von Kranichstein, eingerichtet. Den streitenden Parteien wurde bei Strafe verboten, im umstrittenen Gebiet Tätigkeiten aufzunehmen, die letztendliche Entscheidung ist aber nicht bekannt.